# Sociedad Ciclista Duranguesa
La Sociedad Ciclista Duranguesa (en euskera y cooficialmente: Durangoko Txirrindulari Elkartea) de Durango (Vizcaya) España. Es una institución sin ánimo de lucro, fundada el 4 de marzo de 1936, que tiene como ámbito de actuación el ciclismo.
Se trata de una de los principales conjuntos de la cantera ciclista vizcaína, labor en la que se inició en 1972, para lo cual tiene actualmente equipos en todas las categorías inferiores: escuelas (alevines e infantiles), cadetes y juveniles (incluyendo equipos de féminas, siendo el primer club vizcaíno en tener equipo femenino, en la temporada 1979/1980). Entre los ciclistas que tras haber pasado por sus filas han llegado a profesionales se encuentran entre otros Sabino Angoitia, Julián Gorospe, Alberto Leanizbarrutia, Valentín Dorronsoro, Unai Etxebarria, Joseba Beloki, Igor Astarloa e Iban Mayo (por orden cronológico).
La sociedad contó con un equipo aficionado patrocinado por Cafés Baqué. Sin embargo, desde la ruptura de relaciones ocurrida tras 21 años, el equipo aficionado de la empresa cafetera es independiente desde 2000.

## Ciclismo profesional
Además de su labor de cantera (que es actualmente su principal actividad), organizaba anualmente dos carreras ciclistas profesionales, una de hombres y otra de mujeres. Así, desde 1936 hasta el 2009 organizó la Subida a Urkiola, en sus últimos años una prueba del UCI Europe Tour de categoría 1.1 y al que acudían algunos equipos UCI ProTeam, que data de 1931. Actualmente solo organiza la Durango-Durango Emakumeen Saria, prueba del calendario UCI de mujeres élite.
También cuenta con un equipo profesional femenino, llamado Bizkaia-Durango, que gracias a la incorporación de Joane Somarriba en el 2003 se convirtió en uno de los más potentes del ciclismo internacional. Aunque tras la retirada de Joane el equipo bajó su nivel considerablemente siendo superado algunos años por otros equipos nacionales, volviendo en el 2011 al nivel de antaño con dos corredoras en el top-ten de la general y una victoria de etapa en el Giro de Italia Femenino.